# Skały Sucze

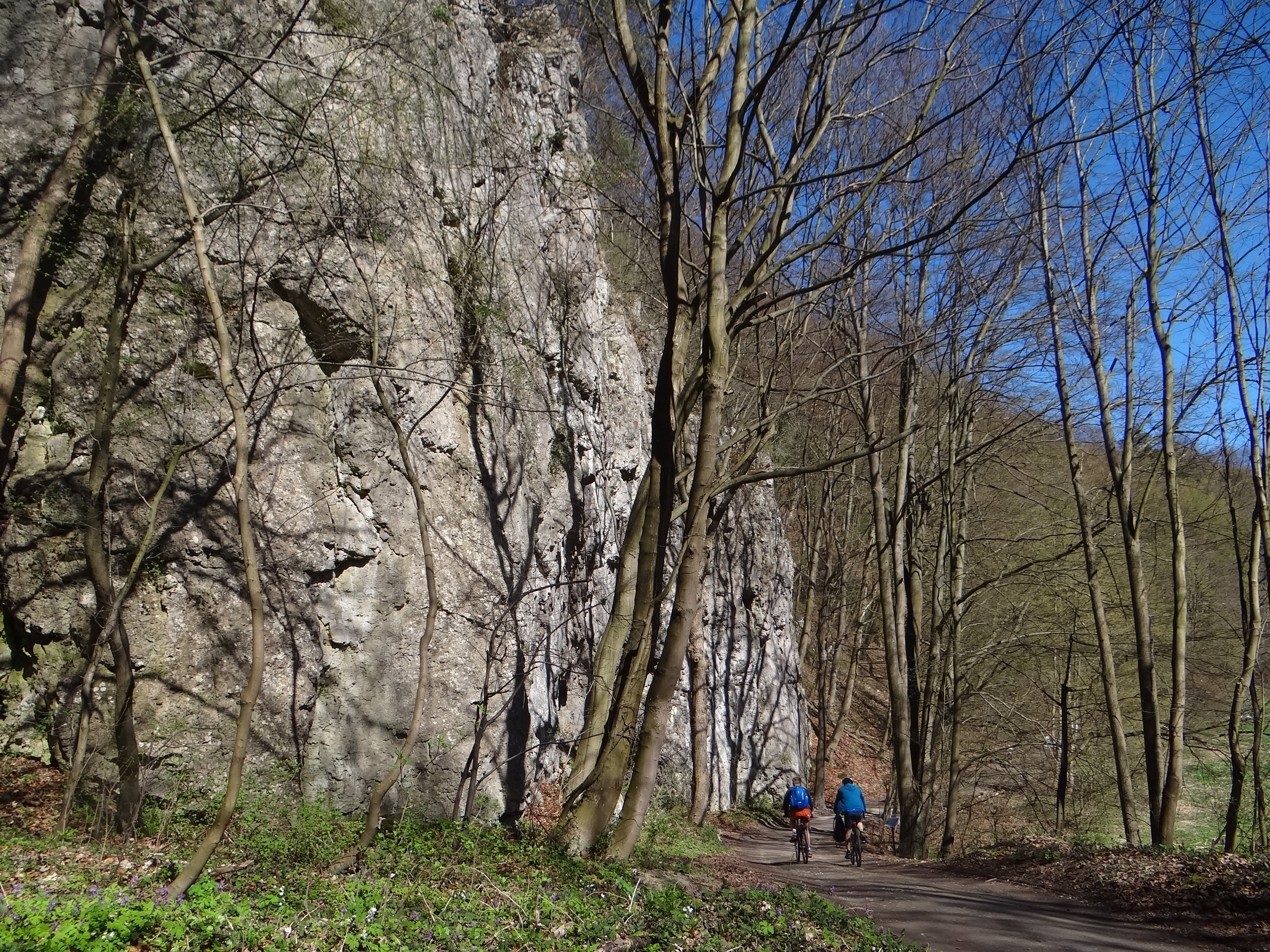
Skały Sucze

Skały Sucze – skały w Ojcowskim Parku Narodowym. Tworzą obramowanie wylotu wąwozu Stodoliska będącego prawym odgałęzieniem Doliny Prądnika. Zbudowane są z wapieni jurajskich, są bardzo strome i mają wysokość od kilkunastu do kilkudziesięciu metrów. Znajdują się w odległości około 50 m od prawego brzegu rzeki Prądnik. Pomiędzy rzeką a skałami biegnie wąska droga. W ich pobliżu znajduje się skała Stokowa i Źródło w Prądniku Korzkiewskim.